# Umm Kulthum
Umm Kulthum (tiếng Ả Rập: أم كلثوم, khai sinh أم كلثوم إبراهيم البلتاجي , Umm Kulthum Ebrahim Elbeltagi; xem Kunya; Egyptian Arabic: Om Kalsoum). (khoảng 1900; 3 tháng 2 năm 1975). Cách phát âm khác gồm Om Koultoum, Om Kalthoum, Oumme Kalsoum, và Umm Kolthoum. Cô là một ca sĩ, nhạc sĩ và diễn viên người Ai Cập gốc Ả Rập.

## Danh sách đĩa hát chọn lọc
- Aghadan alqak (1971)maqam ajam
- Alif Leila wa Leila ("One Thousand and One Nights").....maqam nahawand (1969)
- Arouh li Meen or Arook Lemeen ("Whom Should I Go To").......maqam rast (1958)
- Al Atlal ("The Ruins")......maqam huzam (1966)
- Amal Hayati"; Sono ("Hope of My Life") (1965)
- Ansak Ya Salam (1961)maqam rast
- Aqbal al-layl (1969)
- Araka asiya al-dam (1964)
- 'Awwidt 'ayni (1957) maqam kurd
- Baeed Anak ("Away From You").......maqam bayyati (1965)
- Betfaker fi Meen ("Who Are You Thinking Of?").....maqam bayati (1963)
- Dalili Ehtar (1955) maqam kurd
- Dhikrayatun (Qessat Hobbi) (1955)
- El Hobb Kolloh ("All The Love").......maqam rast (1971)
- Ental Hobb ("You Are The Love").......maqam nahwand (1965)
- Enta Omri – Sono ("You Are My Life")........ maqam kurd (1964)
- Es'al Rouhak ("Ask yourself", or "Ask Your Soul")maqam hugaz kar (1970)
- Fakarouni ("They thaught of me to be").......maqam rast (1966)
- Fit al-ma' ad ("It Is Too Late") Sono Cairo.......maqam sikah (1967)
- Gharib' Ala Bab erraja (1955)
- Ghulubt asalih (1946)
- Hadeeth el Rouh ("The Talk of The Soul")......maqam kurd (1967)
- Hagartek or Hajartak ("I Abandoned You") EMI (1959)
- Hasibak lil-zaman (1962)
- Hathehe Laylati ("This is My Night")......maqam bayyati (1968)
- Hayart Albi Ma'ak ("You Confused My Heart")......maqam nahwand (1961)
- Hakam 'alayna al-haw'a (1973)
- Hobb Eih ("Which Love").....maqam bayyati (1960)
- Howwa Sahih El-Hawa Ghallab (1960)
- Kull al-ahabbah (1941)
- La Diva – CD, EMI Arabia, 1998
- La Diva II – CD, EMI Arabia, 1998
- La Diva III – CD, EMI Arabia, 1998
- La Diva IV – CD, EMI Arabia, 1998
- La Diva V – CD, EMI Arabia, 1998
- Leilet Hobb ("Night of Love") (1973)
- Lel Sabr Hedod ("Patience Has Limits")......maqam sikah (1964)
- Lessa Faker ("You Still Remember").......maqam ajam (1960)
- Men Agl Aynayk (1972)
- Othkorene ("Remember Me") (1939)
- Raq il Habeeb ("My Beloved Tendered Back") (1941)
- Retrospective – Artists Arabes Associes
- Rihab al-huda (al-Thulathiyah al-Muqaddisah) (1972)
- Rubaiyat Al-Khayyam ("Quatrains of Omar Khayyám").......maqam rast (1950)
- Sirat el Houb ("Tale of Love").......maqam sikah (1964)
- Toof we Shoof (1963)
- The Classics – CD, EMI Arabia, 2001
- Wi-darit il-ayyam ("And The Days Passed By").......maqam nahwand (1970)
- Ya Karawan (1926)
- Yali Kan Yashqiq Anini (1949)
- Ya Msaharny ("You that keeps me awake at night") (1972)
- Ya Zalemny (1954)
- Zalamna El Hob ("We Have Sinned Against Love") (1962)

### Tuyển tập của những nghệ sĩ hiện đại
- Nhiều nghệ sĩ, Tribute to Oum Kalsoum, (2009)